# Ruhingu
Ruhingu (Duits: Ruhingo) is een plaats in de Estlandse gemeente Antsla, provincie Võrumaa. De plaats heeft de status van dorp (Estisch: küla).
Tot in 2017 hoorde Ruhingu bij de gemeente Urvaste. In oktober van dat jaar werd Urvaste bij de gemeente Antsla gevoegd.

## Bevolking
Het dorp had 51 inwoners op 31 december 2011 en 60 inwoners op 31 december 2021.

## Geschiedenis
Ruhingu werd in 1627 voor het eerst genoemd onder de naam Wahraste, een nederzetting op het landgoed van Vana-Antsla. In 1761 werd de nederzetting met de grond eromheen verkocht aan het landgoed Urbs (Urvaste). In 1826 werd Ruhingu een veehouderij (Estisch: karjamõis) binnen het landgoed Urbs onder de naam Warraste of Ruhhigo.
In 1977 werd het buurdorp Hansi bij Ruhingu gevoegd. In Hansi heeft het landhuis van het landgoed Urbs gestaan. Het kerkhof van het landgoed, waar leden van de familie von Samson-Himmelstjerna begraven liggen, bestaat nog. Deze familie had vanaf 1776 het landgoed in bezit. Ook het park bij het landhuis is er nog.

## Foto's

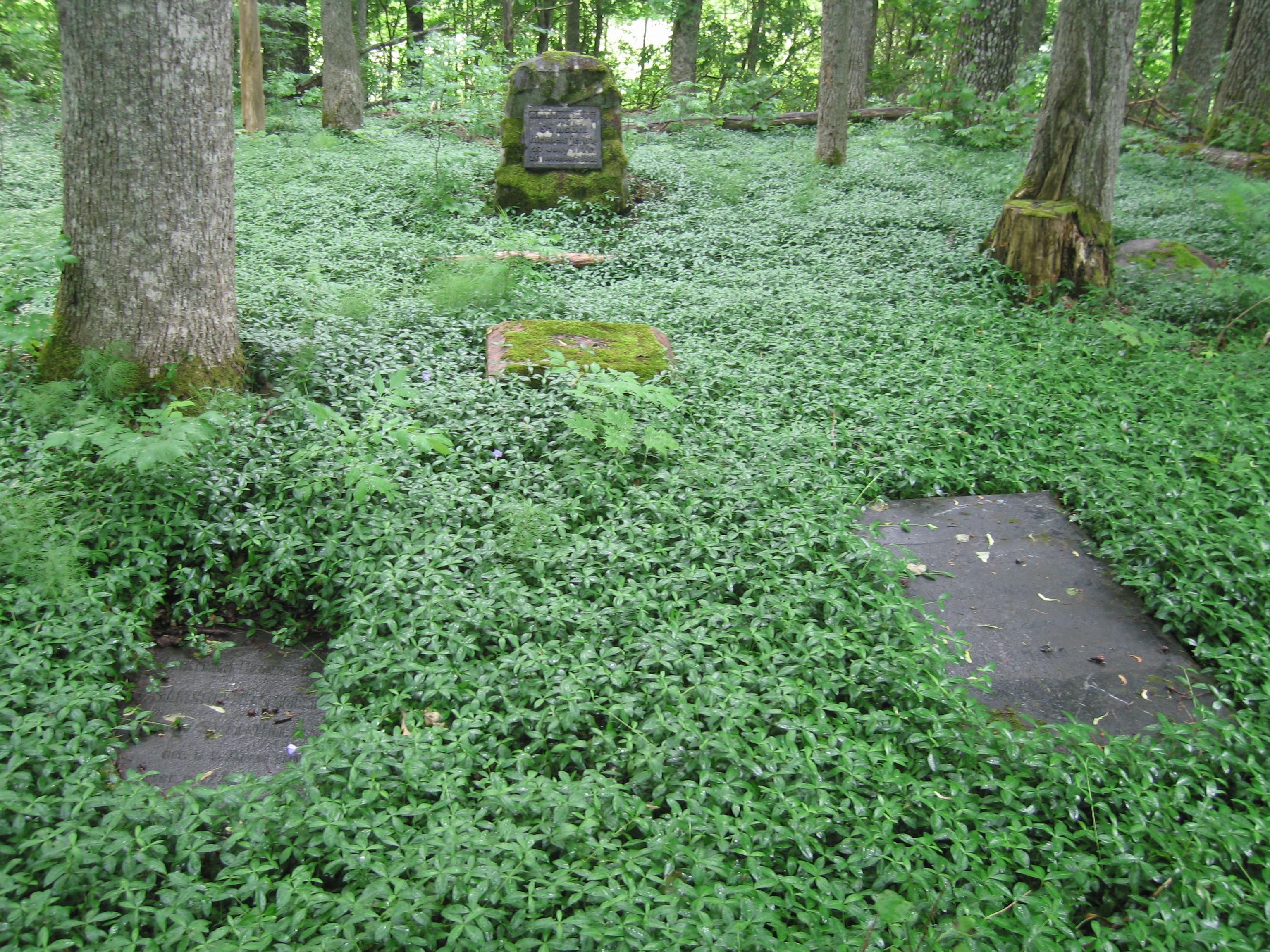
Het kerkhof van het landhuis
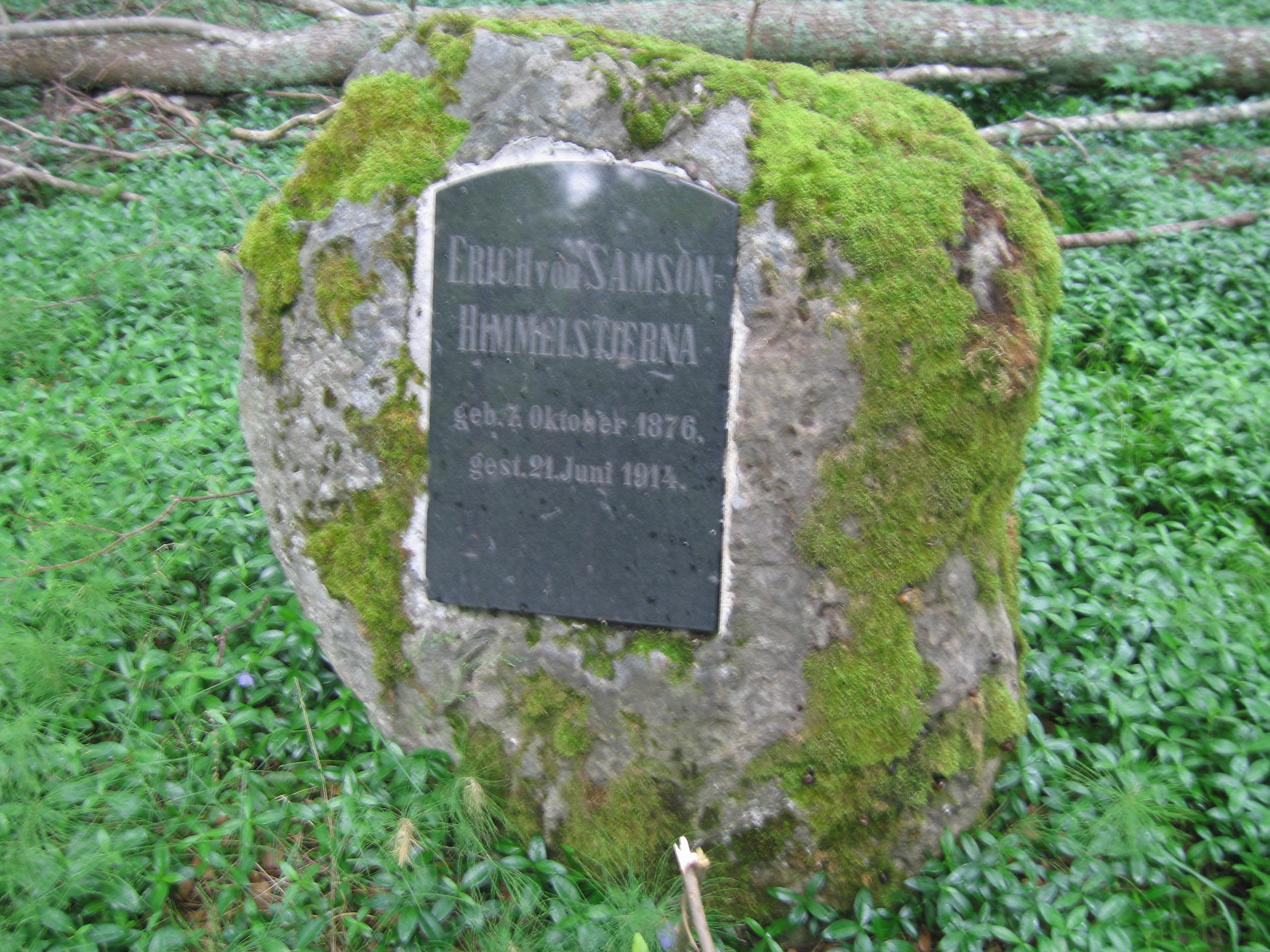
Graf van Erich von Samson-Himmelstjerna
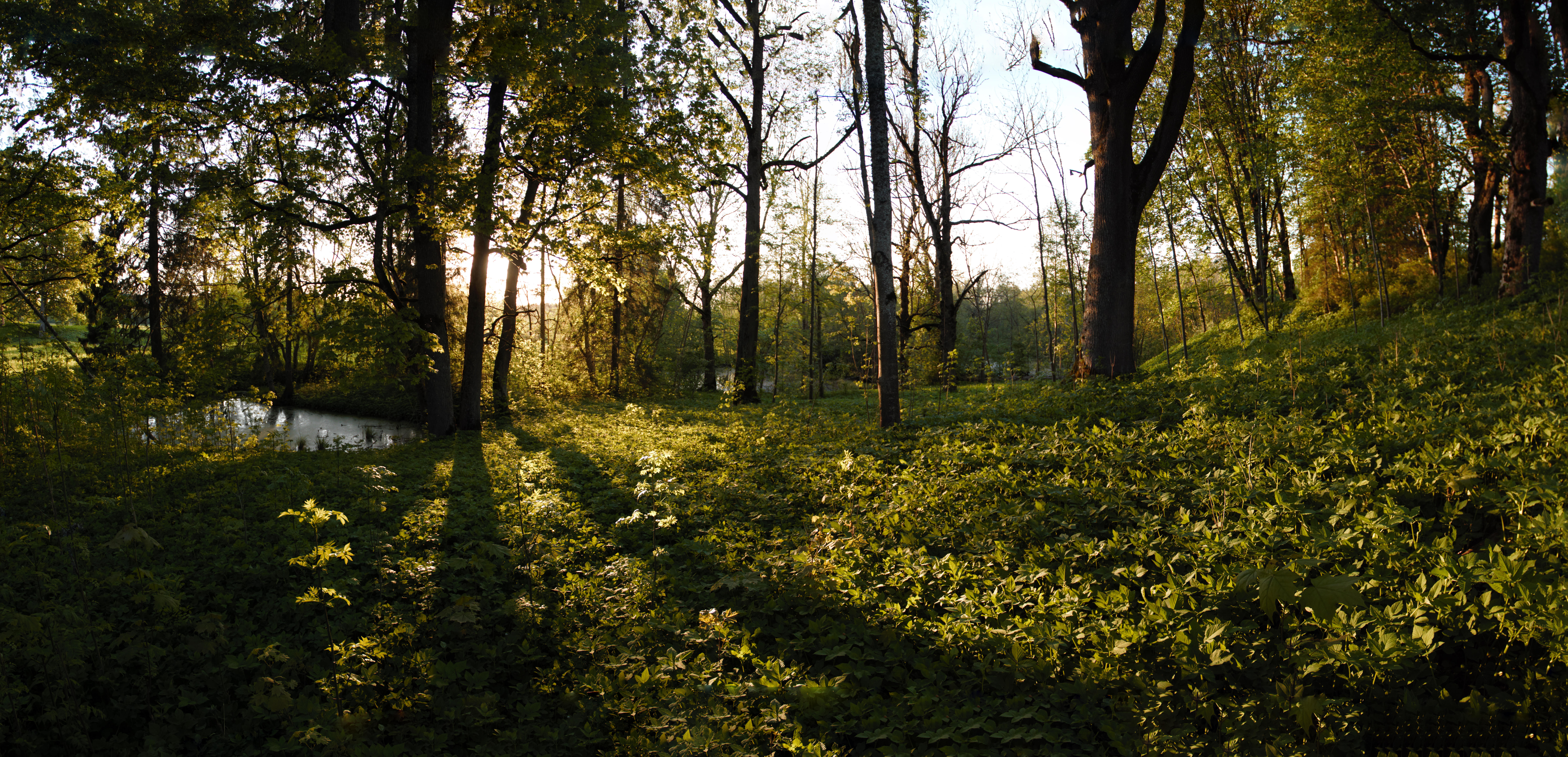
Het park bij het voormalige landhuis